# Gorgoderina attenuata
Gorgoderina attenuata är en plattmaskart. Gorgoderina attenuata ingår i släktet Gorgoderina och familjen Gorgoderidae. Inga underarter finns listade i Catalogue of Life.